# Ракув (Польковицький повіт)
Ракув (пол. Raków) — село в Польщі, у гміні Хоцянув Польковицького повіту Нижньосілезького воєводства.
Населення — 168 осіб (2011).
У 1975-1998 роках село належало до Легницького воєводства.

## Демографія
Демографічна структура станом на 31 березня 2011 року:
|          | Загалом | Допрацездатний вік | Працездатний вік | Постпрацездатний вік |
| -------- | ------- | ------------------ | ---------------- | -------------------- |
| Чоловіки | 87      | 19                 | 59               | 9                    |
| Жінки    | 81      | 15                 | 43               | 23                   |
| Разом    | 168     | 34                 | 102              | 32                   |